# Glomici

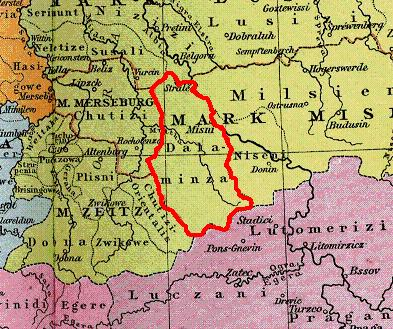
Domniemany zasięg terytorium zamieszkanego przez Glomitów

Glomici (lub Dalemińcy, łac. provinciam quam nos Daleminci vocamus, Slavi autem Glomaci vocant) – średniowieczne plemię zachodniosłowiańskie osiadłe między środkową Łabą a Muldą, należące do Serbów łużyckich (Chutici, Neletici, Nizici, Sermunti i Surbi albo Sorabi). Na południu ziemie ich sięgały Gór Kruszcowych. Według Thietmara nazwa plemienia wywodziła się od świętego źródła Głomacz.
Zaliczane do plemion serbskich obok: Niżan, Żytyców, Niziców, Nieletyców, Susłów, Serbiszczów. Na wschód od nich mieszkały inne plemiona słowiańskie z szerszej grupy serbołużyckiej: Milczanie, Łużyczanie, Bieżuńczanie, Zara i Słupianie.
Wspomniani po raz pierwszy w 805, gdy Frankowie najechali ich ziemie, ich książę imieniem Siemił (Semela) został pobity i musiał oddać dwóch synów w charakterze zakładników: Et ibi pugnaverunt contra regem eorum nomine Semela, et vicerunt eum, et ille dedit duos filios eius pro fidelitate (Chronicon Moissiacense). Ponieważ ich ziemie znajdowały się w bezpośrednim sąsiedztwie państwa wschodniofrankońskiego, a później cesarstwa, były narażone w pierwszej kolejności na ataki ze strony niemieckiej. Systematyczny podbój ziem Dalemińców rozpoczęli już na początku X wieku Sasi. Zakończony został w latach 928–929 przez króla Niemiec Henryka Ptasznika, który zdobył w 929 ich centralny gród – Ganę. Według zapisków kroniki saskiej Widikunda z Korbei, dwudziestodniowe oblężenie i zdobycie Gany zakończyło się rzezią jej obrońców, natomiast dzieci wzięto w niewolę.
Na terenach Glomitów Henryk I zbudował Miśnię nad Łabą, a w 937 Otton I Wielki stworzył Marchię Wschodnią.
W roku 1003, po niedotrzymaniu ultimatum, ich ziemie zostały złupione przez armię Bolesława Chrobrego, a ponad 3000 ludzi zostało uprowadzonych captivorum do Polski. 